# 春本助治郎
春本 助治郎（はるもと すけじろう）は、寄席色物大神楽曲芸の名跡。現在は空き名跡となっている。

## 初代
初代 春本助治郎（1885年（逆算） - 1913年5月1日）は、本名: 春本 助治郎。
元は鶴の丸派の神楽出身で明治30年代に本名で寄席に進出して滑稽を売りにした太神楽曲芸で人気を得た。

## 2代目
2代目 春本助治郎（1895年 - 1942年3月6日）は、本名: 石井 喜蔵。
初代の弟子で明治30年代末から小助治郎を名乗り寄席に出る。大正時代に一時助三郎を名乗っていたが、1913年に初代が没し1914年頃に2代目助治郎を襲名した。当初は三遊派の寄席に出ていたが大阪で浪花落語反対派を経て花月の寄席に出ていた。晩年は旧友の8代目桂文楽（「黒門町」）とともに東宝名人会に出ていた。
お囃子のまったくない毬の曲芸で人気者であった。妻は本牧亭の席亭の石井英子。